# Tartuská univerzita
Univerzita v Tartu (estonsky Tartu Ülikool; latinsky Universitas Tartuensis) je považována za nejprestižnější estonskou univerzitu. Univerzita byla založena pod jménem Academia Gustaviana roku 1632 švédským králem Gustavem Adolfem II.; je tak po Vilenské univerzitě druhou nejstarší univerzitou v Pobaltí a má poměrně bohatou historii. Univerzita má čtyři fakulty: filozofickou a humanitní, sociálních věd, lékařskou a přírodovědeckou.

## Historie
Tato původně švédsko-latinská univerzita zanikla roku 1710, když bylo Estonské vévodství obsazeno Ruským carstvím. Baltští Němci využili o téměř století později nabídky carů Pavla I. i Alexandra I. a roku 1802 univerzitu znovuobnovili, tentokrát už jako čistě německojazyčný ústav, pod názvem Imperátorská dorpatská univerzita (německy Kaiserliche Universität zu Dorpat). V tomto období dosahovala zdejší výuka vysoké, evropsky srovnatelné úrovně. Když však přišla vlna rusifikace, bylo jak město, tak škola přejmenovány: v letech 1893–1917/18 se škola jmenovala Imperátorská jurjevská univerzita (rusky Императорский Юрьевский университет, Imperatorskij Jurjevskij universitět) a jako hlavní vyučovací jazyk se tehdy zavedla ruština, což vedlo k odchodu německých profesorů. Po vzniku nezávislého Estonska byla univerzita nacionalizována a obnovena (1919), s výukou výhradně v estonštině.
Po vymanění se Estonska zpod SSSR byla univerzita od roku 1992 opět ustavena jako samosprávná instituce s akademickými svobodami. Nejprve se při organizaci studia hledala inspirace ve studijním systému USA, od roku 1999 se však všechny estonské vysoké školy zapojily do Boloňského procesu. Tartuská univerzita je také členem sdružení evropských prestižních univerzit Coimbra Group a spolupracuje s jinými školami i v rámci Utrechtské sítě.